# Breitenbrunn (Oberpfalz)
Breitenbrunn er en købstad (markt) i Landkreis Neumarkt in der Oberpfalz i Oberpfalz i den tyske delstat Bayern, og en statsanerkendt rekreationsby.

## Geografi
Breitenbrunn ligger centralt i Naturpark Altmühltal.

### Inddeling
Kommunen er inddelt i 8 dele:
| - Breitenegg - Dürn - Froschau - Gimpertshausen | - Hamberg - Kemnathen - Langenthonhausen - Schöndorf |

## Historie
Breitenbrunn nævnes første gang mellem 863 og 892 under Biskop Ambricho von Regensburg som „Preitprunnin“. I 1624 skænkede Kurfyrste Maximilian af Bayern herresædet Breitenegg til sin feltherre Johann Tserclaes Tilly. Den nuværende kommune blev opretet i 1818 og i 1972 blev Buch (med Bottelmühle og Froschau), Dürn (med Blödgarten, Franklmühle og Hohenbügl), Erggertshofen (med Höhenberg, Leiterzhofen, Ödenhaid, Siegertshofen og Wolfertshofen) og Langenthonhausen (med Stockeracker) samt Gimpertshausen og Premerzhofen (med Eismannsdorf og Schmidhof) indlemmet. I 1978 kom også kommunerne Hamberg og Kemnathen under Breitenbrunn.
Ved bydelen Breitenegg, ligger på en bjergspids ruinen af Burg Breitenegg fra det 13. århundrede.